# Zachary Hadji
Zachary Marvin Hadji (8 oktober 1996, Saint-Avold) is een Frans-Marokkaans voetballer die als aanvaller speelt.

## Clubstatistieken
| Seizoen | Club                   | Competitie           | Wed. | Doelp. |
| ------- | ---------------------- | -------------------- | ---- | ------ |
| 2016/17 | CF Gavà                | Segunda División B   | 10   | 2      |
| 2017/18 | SV Röchling Völklingen | Regionalliga Südwest | 14   | 2      |
| 2018/19 | CS Fola Esch           | Nationaldivisioun    | 1    | 0      |
| 2019/20 | CS Fola Esch           | Nationaldivisioun    | 14   | 2      |
| 2020/21 | CS Fola Esch           | Nationaldivisioun    | 8    | 8      |
| Totaal  | Totaal                 | Totaal               | 47   | 14     |